# Lawrence Hertzog
Lawrence Hertzog (Nueva York, 25 de junio de 1951 – 19 de abril de 2008) fue un guionista y productor de televisión estadounidense. Fue conocido por la creación de series de culto como Nowhere Man, que estuvo en emisión en 1995 y 1996 para la UPN.
Hertzog nació en Flushing, Queens y creció en Teaneck, Nueva Jersey.
Además de continuar trabajando en la industria del entretenimiento, Hertzog también presentó un podcast titulado "Drinks with Larry and Lauren" en Los Ángeles, en el que aparecía él mismo y su ex asistente Lauren Proctor.
Hertzog vivía en Studio City, California. Murió de cáncer en el Cedars Sinai Hospital en Los Ángeles el 19 de abril de 2008.